# Riverside
„Ривърсайд“ (Riverside) е рок група от Варшава, Полша.
Основана е през 2001 година от приятелите Мариуш Дуда, Пьотър Груджински, Пьотър Кожерадзки и Яцек Мелницки, които споделят увлечението си по прогресив рока и хевиметъла. Стилът на групата може да се опише като съчетание на атмосферичен рок с метъл елементи, който в резултат има звучене близко до групи като Pink Floyd, Porcupine Tree, The Mars Volta, Opeth, Dream Theater и Tool.

## История

### Началото иOut of Myself
Историята на групата започва с познанството на барабаниста Пьотър Кожерадзки (Piotr Kozieradzki, член на две дет метъл групи, Dominion и Hate) и китариста Пьотър Груджински (Piotr Grudziński, член на Unnamed). Двамата откриват, че споделят любовта си към прогресив рока. Тримата с общия им приятел, продуцентът и клавирист Яцек Мелницки (Jacek Melnicki) решават да експериментират в областта на прогресив рока и метъла, но за целта им е нужен и бас китарист. Такъв се явява в лицето на Мариуш Дуда (Mariusz Duda), мултиинструменталист и певец, член на групата Xanadu, който се съгласява да се присъедини към тримата на прослушване в студиото на Яцек в късната есен на 2001 година. Четиримата се харесват като екип и след няколко репетиции групата е сформирана и започва работа по песните си, като Дуда поема вокалите и баса.
През октомври 2002 г. групата изнася първите си два концерта във Варшава; следващото участие е в началото на 2003 г. Групата продължава да записва материал за първи дългосвирещ албум, но през втората половина на 2003 година се разделя с Мелницки, който желаел да продължи със студийните си изяви. Останалата част от групата продължава да миксира първия си албум, озаглавен Out of Myself, който бива издаден в Полша в края на 2003 г. На мястото на Мелницки се включва новият клавирист Михал Лапай (Michał Łapaj).
Успешният му прием и поредицата лайвшоута на групата водят до договор с американския лейбъл Laser's Edge за издаване на албума и на американския пазар през септември 2004 година. Художник на обложката на американското издание на албума е Трейвис Смит, автор на обложките на групи като Opeth, Anathema, и Девин Таунсенд. Албумът е обявен от много специализирани списания и сайтове, като Metal Hammer и Belgium Prog-Nose за най-добър дебютен албум на годината.

### Voices In My HeadиSecond Life Syndrome
След дебюта си през 2003 г. и последвалият успех през 2004 г., Riverside започва работа по EP, озаглавено Voices In My Head („Гласове в главата ми“), което оригинално е предвидено за разпространение изключително в Полша през лейбъла Mystic Production. Групата участва в първия си концерт в чужбина на фестивала „Progpower“ в нидерландския град Баарло. Подписва договор с водещия лейбъл за прогресив музика InsideOut, който издава следващия им албум Second Life Syndrome в края на октомври 2005 г. Албумът бележи огромен успех, заема 62 място в класацията на Prog Archives за най-добрите 100 прог албума и за най-добър албум на 2005 г. През 2006, Voices In My Head, EP-албума оригинално пуснат само в Полша, е издаден повторно от InsideOut с включването на три висококачествени изпълнения на живо на песни от албума Out of Myself. На 24 юни 2006 г. групата регистрира и първото си презокеанско участие, на фестивала NEARfest в Бетлеем, Пенсилвания.

### Rapid Eye MovementиLunatic Soul
През октомври 2007 г., групата издава албума Rapid Eye Movement, отново при лейбъла InsideOut. Европейското издание е от 9 песни, а американското е в два варианта – с допълнение от три песни от сингъла 02 Panic Room, и с допълнение от трите песни от сингъла и две нови, атмосферични композиции. Преди това Riverside правят поредица концерти като подгряваща група на Dream Theater за европейската част от турнето им. Мариуш Дуда издава и дебютния албум на новия си проект Lunatic Soul. Едноименният албум е издаден от лейбъла Kscope на 13 октомври 2008 г.

### Anno Domini High DefinitionиMemories in My Head
Следващият албум на Riverside е „Anno Domini High Definition“. За този албум групата сменя студиото и продуцента си. Албумът съдържа само пет песни, но според Дуда целта е била да се търси кохерентно звучене, енергично и подходящо за изпълнения на живо. Албумът излиза в Полша от лейбъла Mystic Production на 15 юни 2009 г. Anno Domini High Definition се превръща в най-добре продавания за момента албум на групата в Полша, като през първата седмица дебютира на шесто място в класациите. За останалата част от Европа е издаден на 6 юни, а в Северна Америка – на 15 юли. Лимитираното издание на албума е сет от два диска, като втория е DVD с видеопродукция от седем песни, записани на концерт на групата в Амстердам.
През 2011 г. излиза EP озаглавено Memories in My Head.

### Shrine of New Generation Slaves
През януари 2013, Riverside издават петия си дългосвирещ албум Shrine of New Generation Slaves.

## Членове
Настоящи
- Мариуш Дуда – вокали, бас китара, акустична китара (2001–)
- Пьотър Груджински – китари (2001–)
- Пьотър Кожерадзки – барабани, перкусии (2001–)
- Михал Лапай – клавир, беквокали (2003–)

Бивши
- Яцек Мелницки – клавир (2001–2003)

## Дискография
Студийни албуми:
- Out of Myself (2003)
- Second Life Syndrome (2005)
- Rapid Eye Movement (2007)
- Anno Domini High Definition (2009)
- Shrine Of The New Generation Slaves (2013)
- Love, Fear and the Time Machine (2015)
- Wasteland (2018)
- ID.Entity (2023)

Албуми на живо:
- Reality Dream (2008)